# Гусятинская поселковая община
Гусятинская поселковая община (укр. Гусятинська селищна громада) — территориальная община в Чортковском районе Тернопольской области Украины.
Административный центр — посёлок Гусятин.
Население составляет 15745 человек. Площадь — 246,7 км².
В соответствии с распоряжением Кабинета Министров Украины от 12 июня 2020 года, в состав общины вошла территория Гусятинского поселкового совета, Городницкого, Лычковецкого, Ольховчицкого, Постоловского, Самолусковского, Сидоровского и Суходольского сельских советов упразднённого Гусятинского района, а также Босыровского, Коцюбинчицкого, Кривеньковского и Сокиринецкого сельских советов Чортковского района.

## Населённые пункты
В состав общины входят 1 посёлок и 16 сёл:
- Гусятин
- Городницкий старостинский округ:
  - Городница
- Коцюбинчиковский старостинский округ:
  - Босыры
  - Зелёная
  - Коцюбинчики
  - Сокиринцы
- Кривеньковский старостинский округ:
  - Васильков
  - Кривенькое
- Лычковецкий старостинский округ:
  - Лычковцы
  - Трибуховцы
- Ольховчицкий старостинский округ:
  - Ольховчик
- Постоловский старостинский округ:
  - Постоловка
- Самолусковский старостинский округ:
  - Самолусковцы
- Сидоровский старостинский округ:
  - Сидоров
  - Шидловцы
- Суходольский старостинский округ:
  - Боднаровка
  - Суходол